# 七大歌后

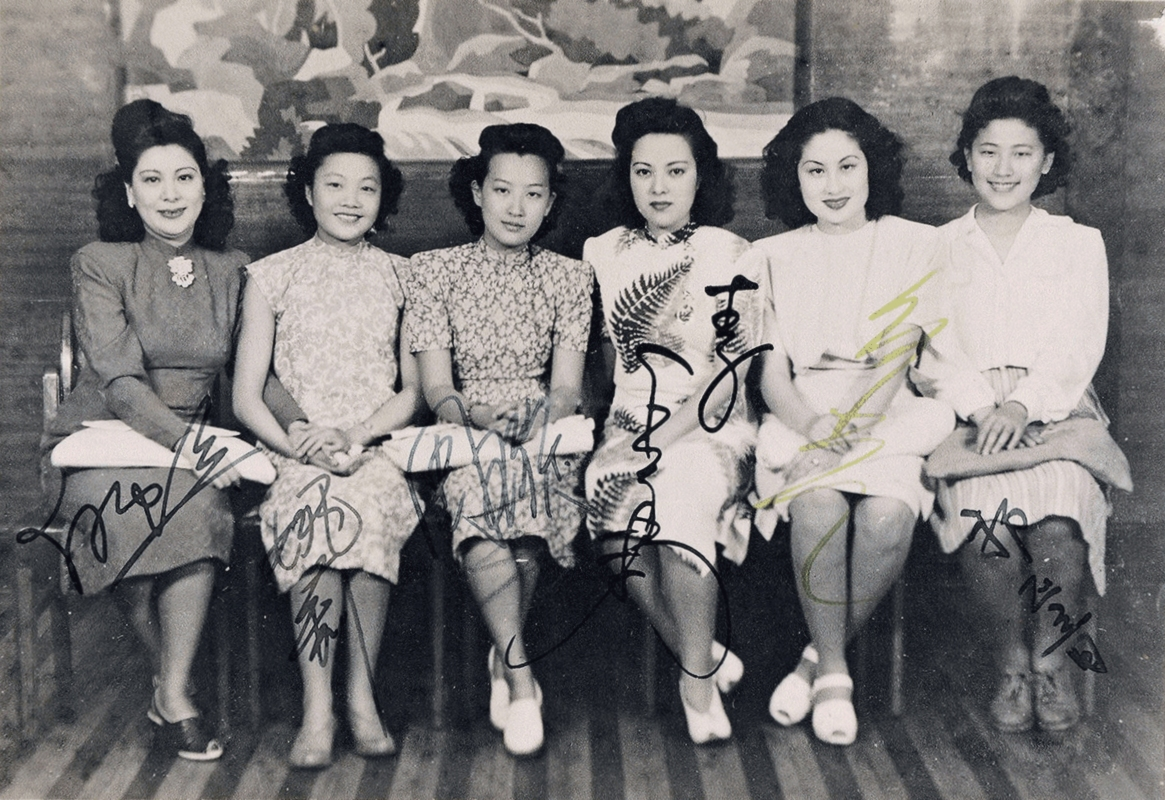
「七大歌后」のうちの5人、左から白虹、姚莉、周璇、李香蘭、白光（右端は祁正音）

上海七大歌后（シャンハイしちだいかこう）あるいは七大歌姫（しちだいうたひめ）、七大歌星（しちだいかせい）は、1930年代から1940年代の上海で活躍していた7人の女性スター歌手であり、周璇、白光、白虹、龔秋霞、姚莉、李香蘭、呉鶯音のことを指す。彼女たちが歌った唄は現在、「時代曲」と呼ばれることが多い。
ほとんどは女優も兼業しており、映画に出演しながら挿入歌を唄うことが多い。特に有名な李香蘭、周璇、白光、姚莉、呉鶯音の5人を五大歌后と呼ぶこともある。
戦後、李香蘭は日本に追放、残る6人も1949年に上海が共産党政権に占領されて以降は香港に移った。そのあと、周璇は1957年に死去し、李香蘭こと山口淑子と白光はそれぞれ1958年に引退したが、ほかの4人は女優・歌手として活動し続けていた。

## 七人のスターたち
| 名前   | あだ名・別名 | 誕生 | 死去 | 名曲                                             |
| ------ | ------------ | ---- | ---- | ------------------------------------------------ |
| 白光   | 低音歌后     | 1919 | 1999 | 等着你回来 仮正経 秋夜 如果没有你 嘆十声         |
| 白虹   | 白麗珠       | 1920 | 1992 | 郎是春日風 酔人的口紅                            |
| 龔秋霞 | 大姉         | 1918 | 2004 | 祝福 秋水伊人 夢中人                             |
| 李香蘭 | 山口淑子     | 1920 | 2014 | 売糖歌 夜来香 蘇州夜曲 海燕 恨不相逢未嫁時       |
| 呉鶯音 | 鼻音歌后     | 1922 | 2009 | 断腸紅 明月千里寄相思 大地回春 我有一段情        |
| 姚莉   | 銀嗓子       | 1922 | 2019 | 玫瑰玫瑰我愛你 重逢 恭喜恭喜 得不到的愛情 売相思 |
| 周璇   | 金嗓子       | 1920 | 1957 | 天涯歌女 夜上海 何日君再来 四季歌 黄葉舞秋風     |

## 参考資料
1. ↑  上海「七大歌后」　李香蘭さんが死去　享年94歳、人民網。